# Файе, Микаил
Микаи́л Нгор Файе́ (фр. Mikayil Ngor Faye; родился 14 июля 2004 года, Седиу, Сенегал) — сенегальский футболист, защитник клуба «Ренн» и сборной Сенегала.

## Клубная карьера
Микаил Файе является воспитанником сенегальского футбольного клуба «Диамбарс».
С 2022 года играл в хорватском клубе «Кустошия». Дебютировал за основной состав 9 марта 2023 года в матче против «Ориента», выйдя на замену на 57-й минуте матча. Свой дебютный гол забил 22 мая 2023 года против клуба «Хрватски Драговоляц».
19 июня 2023 года было объявлено о трансфере Микаила Файе в испанский клуб «Барселона Атлетик». С 1 июля 2023 года является игроком этого клуба, выступающего в третьем дивизионе системы футбольных лиг Испании. Дебютировал за основной состав команды 3 сентября 2023 года в матче против «Реал Унион», который завершился победой «Барсы» 2:1.
25 августа 2024 года Микаил Файе перешёл во французский клуб «Ренн». Сумма трансфера составила 10,3 млн евро. 

## Карьера в сборной
Микаил Файе выступал за Сборную Сенегала до 17 лет. С ней он дошёл до 1/8 финала чемпионата мира до 17 лет в 2019 году.
22 марта 2024 года, Файе дебютировал за основную сборную Сенегала в матче против сборной Габона. В этом же матче Микаил забил свой дебютный гол за сборную.

## Статистика выступлений

### Выступления за сборную
| Матчи Файе за сборную Сенегала | Матчи Файе за сборную Сенегала | Матчи Файе за сборную Сенегала | Матчи Файе за сборную Сенегала | Матчи Файе за сборную Сенегала | Матчи Файе за сборную Сенегала | Матчи Файе за сборную Сенегала |
| №                              | Дата                           | Оппонент                       | Счёт                           | Голы                           | Соревнование                   |                                |
| ------------------------------ | ------------------------------ | ------------------------------ | ------------------------------ | ------------------------------ | ------------------------------ | ------------------------------ |
| 1                              | 22 марта 2024                  | Габон                          | 3:0                            | 1                              | Товарищеский матч              |                                |

Итого: 1 игра / 1 гол; 1 победа